# Ghazl El-Mehalla
Ghazl El Mahalla Sporting Club w skrócie Ghazl El-Mehalla SC (arab. نادي غزل المحلة) – egipski klub piłkarski, grający w pierwszej lidze egipskiej, mający siedzibę w mieście Al-Mahalla al-Kubra, leżącym w delcie Nilu.

## Historia
Klub został założony  1 października 1936 roku. W 1973 roku został pierwszy i jedyny, jak do tej pory, mistrzem kraju. W swojej historii sześciokrotnie dochodził do finału Pucharu Egiptu, ale za każdym razem schodził z boiska pokonany. Rok po zdobyciu tytułu mistrzowskiego awansował do finału Pucharu Mistrzów, jednak w nim okazał się gorszy od kongijskiego CARA Brazzaville (2:4, 1:2).

## Sukcesy
- I liga[1]:
  - mistrzostwo (1): 1972/1973.
  - wicemistrzostwo (1): 1975/1976.

- Puchar Egiptu[2]:
  - finał (6): 1975, 1979, 1986, 1993, 1995, 2001.

- Puchar Mistrzów[3]:
  - finał (1): 1974.
  - półfinał (1): 1975.

## Występy w afrykańskich pucharach
| Sezon | Rozgrywki                 | Runda       | Kraj     | Klub                 | Dom | Wyjazd | Dwumecz      |
| ----- | ------------------------- | ----------- | -------- | -------------------- | --- | ------ | ------------ |
| 1974  | Puchar Mistrzów           | 2           | Sudan    | Al-Hilal Omdurman    | 4–1 | 1–4    | 5–5 (k. 4–2) |
| 1974  | Puchar Mistrzów           | ćwierćfinał | Kenia    | Abaluhya Nairobi     | 3–0 | 1–1    | 4–1          |
| 1974  | Puchar Mistrzów           | półfinał    | Tanzania | Simba SC             | 1–0 | 0–1    | 1–1 (k. 3–0) |
| 1974  | Puchar Mistrzów           | finał       |          | CARA Brazzaville     | 1–2 | 2–4    | 3–5          |
| 1975  | Puchar Mistrzów           | 2           | Uganda   | Express FC           | 1–0 | 1–1    | 2–1          |
| 1975  | Puchar Mistrzów           | ćwierćfinał | Sudan    | Al-Merreikh Omdurman | 2–1 | 0–0    | 2–1          |
| 1975  | Puchar Mistrzów           | półfinał    | Nigeria  | Enugu Rangers        | 3–1 | 0–3    | 3–4          |
| 2002  | Puchar Zdobywców Pucharów | 1           | Uganda   | Express FC           | 2–1 | 1–2    | 3–3 (k. 4–1) |
| 2002  | Puchar Zdobywców Pucharów | 2           |          | Al-Ahly Trypolis     | 2–0 | 1–2    | 3–2          |
| 2002  | Puchar Zdobywców Pucharów | ćwierćfinał | Ghana    | Asante Kotoko SC     | 4–2 | 0–3    | 4–5          |

## Stadion
Domowe mecze klub rozgrywa na stadionie o nazwie Stad al-Mahalla w Al-Mahalla al-Kubra. Stadion może pomieścić 29000 widzów.